# Parchi nazionali dell'Etiopia
Attualmente (2017) vi sono quindici parchi nazionali in Etiopia. Inoltre, il sistema delle aree protette è integrato da circa 100 altre riserve naturali con diversi grado di protezione.
| Nome                                   | Istituzione | Regione                  | Superficie [ha] | Posizione                                                        | Foto |
| -------------------------------------- | ----------- | ------------------------ | --------------- | ---------------------------------------------------------------- | ---- |
| Parco nazionale di Abiata-Sciala       | 1963        | Oromia                   | 88.700          | Mappa di localizzazione: Etiopia · Parchi nazionali dell'Etiopia |      |
| Parco nazionale di Alatish             | 2006        | Benshangul-Gumuz         | 266.500         | Mappa di localizzazione: Etiopia · Parchi nazionali dell'Etiopia |      |
| Parco nazionale di Auasc               | 1969        | Afar                     | 75.600          | Mappa di localizzazione: Etiopia · Parchi nazionali dell'Etiopia |      |
| Parco nazionale delle montagne di Bale | 1970        | Oromia                   | 247.100         | Mappa di localizzazione: Etiopia · Parchi nazionali dell'Etiopia |      |
| Parco nazionale di Chebera Churchura   | 2006        | Nazioni e Popoli del Sud | 119.000         | Mappa di localizzazione: Etiopia · Parchi nazionali dell'Etiopia |      |
| Parco nazionale di Gambela             | 1974        | Gambela                  | 506.100         | Mappa di localizzazione: Etiopia · Parchi nazionali dell'Etiopia |      |
| Parco nazionale di Geraille            | 1998        | Somalia                  | 38.580          | Mappa di localizzazione: Etiopia · Parchi nazionali dell'Etiopia |      |
| Parco nazionale di Kafta Sheraro       | 1999        | Tigré                    | 500.000         | Mappa di localizzazione: Etiopia · Parchi nazionali dell'Etiopia |      |
| Parco nazionale di Mago                | 1971        | Nazioni e Popoli del Sud | 216.200         | Mappa di localizzazione: Etiopia · Parchi nazionali dell'Etiopia |      |
| Parco nazionale del Maze               | 2005        | Nazioni e Popoli del Sud | 21.000          | Mappa di localizzazione: Etiopia · Parchi nazionali dell'Etiopia |      |
| Parco nazionale di Nechisar            | 1974        | Nazioni e Popoli del Sud | 51.400          | Mappa di localizzazione: Etiopia · Parchi nazionali dell'Etiopia |      |
| Parco nazionale dell'Omo               | 1959        | Nazioni e Popoli del Sud | 406.800         | Mappa di localizzazione: Etiopia · Parchi nazionali dell'Etiopia |      |
| Parco nazionale del Semien             | 1959        | Amhara                   | 17.900          | Mappa di localizzazione: Etiopia · Parchi nazionali dell'Etiopia |      |
| Parco nazionale di Yabello             | 1978        | Oromia                   | 250.000         | Mappa di localizzazione: Etiopia · Parchi nazionali dell'Etiopia |      |
| Parco nazionale di Yangudi Rassa       | 1969        | Afar                     | 473.100         | Mappa di localizzazione: Etiopia · Parchi nazionali dell'Etiopia |      |
| Totale:                                |             |                          | 2.100.900       |                                                                  |      |